# Basiliche in Canada
Elenco delle basiliche presenti in Canada, in ordine alfabetico delle località
- Charlottetown:
  - Cathedral Basilica of St. Dunstan (Decreto del 27.02.1929)
- Cap-de-la-Madeleine:
  - Basilique Notre-Dame-du-Cap (Decreto del 15.08.1964)
- Drummondville:
  - Basilique Saint-Frédéric (Decreto del 28.08.2015)
- Edmonton:
  - St. Joseph’s Cathedral Basilica (Decreto del 15.03.1984)
- Guelph:
  - Basilica of Our Lady Immaculate (Decreto del 18.11.2014)
- Halifax (Canada):
  - St. Mary’s Cathedral Basilica (Decreto del 14.06.1950)
- Hamilton (Canada):
  - Cathedral Basilica of Christ the King (Decreto del 25.02.2013)
- Labrador City:
  - Basilica of Our Lady of Perpetual Help (Decreto del 01.06.2007)
- London (Canada):
  - St. Peter’s Cathedral Basilica (Decreto del 13.12.1961)
- Miramichi:
  - Basilica of St. Michael the Archangel (Decreto del 28.01.1989)
- Montréal:
  - Basilique-Cathédrale Marie-Reine-du-Monde et Saint-Jacques (Decreto del 09.04.1919)
  - Basilique de Saint-Joseph du Mont-Royal (Decreto del 19.11.1954)
  - Basilique Notre-Dame-de-Montréal (Decreto del 15.02.1982)
  - St. Patrick’s Basilica (Decreto del 09.12.1988)
- Ottawa:
  - Basilique-Cathédrale Notre-Dame-d’Ottawa (Decreto del 19.08.1879)
  - St. Patrick’s Basilica (Decreto del 17.03.1995)
- Québec:
  - Basilica-cattedrale di Notre-Dame de Québec (Decreto del 28.08.1874)
- Sainte-Anne-de-Beaupré:
  - Basilique Sainte-Anne-de-Beaupré (Decreto del 28.01.1887)
- Salaberry-de-Valleyfield:
  - Basilique-Cathédrale Sainte-Cécile (Decreto del 09.02.1991)
- Sherbrooke:
  - Basilique-Cathédrale Saint-Michel (Decreto del 31.07.1959)
- Saint John's (Canada):
  - Cathedral Basilica of St. John the Baptist (Decreto del 30.05.1955)
- Toronto:
  - St. Paul’s Basilica (Decreto del 03.08.1999)
- Varennes (Québec):
  - Basilique Sainte-Anne-de-Varennes (Decreto del 18.06.1993)
- Winnipeg:
  - Basilique-Cathédrale Saint-Boniface (Decreto del 10.06.1949)